# Zohra Drif
Zohra Drif (en árabe: زهرة ظريف‎; en lenguas bereberes: ⵥoⵀⵔⴰ ⴹⵔⵉⴼ), nacida el 28 de diciembre de 1934 en Tiaret (Argelia), es una muyahidina (activista por la independencia de Argelia), abogada y política argelina, exsenadora y exvicepresidente del Consejo de la Nación.
Fue la esposa de Rabah Bitat, uno de los nueve líderes históricos del FLN. Está considerada en Argelia como una heroína de la revolución argelina y de la guerra de independencia contra la colonización francesa; formó parte de la «red de bombas» durante la batalla de Argel, junto con Ali La Pointe, Hassiba Ben Bouali y Yacef Saâdi, jefe de la Zona Autónoma de Argel.

## Biografía

### Infancia y estudios
Zohra Drif proviene de una familia burguesa y pasó su infancia en Vialar, donde su padre era un cadí. La envió a la escuela secundaria en el Instituto Fromentin de Argel, y luego estudió en la Facultad de Derecho de la Universidad de Argel.
Con la literatura francesa descubrió la Ilustración, la Revolución francesa de 1789 y las libertades individuales, lo que la llevó a reflexionar sobre la situación de Argelia y a rebelarse por la colonización y por las diferencias largamente establecidas entre los colonos  y los judíos autóctonos por una parte (Décret Crémieux), y los nativos musulmanes por otra, diferencias que la ordenanza del 7 de marzo de 1944 y el Estatuto de 1947  no hicieron desaparecer.

### Militancia y prisión
Después del comienzo de la insurrección (noviembre de 1954), entró bastante rápidamente en las redes del FLN, y formó parte de una unidad activa en la Zona Autónoma de Argel.
El 30 de septiembre de 1956, esta unidad se encargó de colocar tres bombas: la de la Maurétania, que no explotó, la del bar de la cafetería de la rue Michelet, y la que lanzó ella misma  en un café-bar, el Milk-Bar, frecuentado por los pieds-noirs. El atentado del Milk-Bar mató a tres mujeres jóvenes e hirió a una docena de personas.
En enero de 1957, las autoridades francesas desencadenaron la batalla de Argel. El DLA fue fuertemente golpeado por los paracaidistas comandados por el general Jacques Massu (arresto de Larbi Ben M'hidi, salida del CCE del FLN hacia Túnez).
En julio y agosto de 1957, Zohra Drif asistió a las dos conversaciones entre Yacef Saâdi y Germaine Tillion (4 de julio y 9 de agosto).

## La prisión
El 22 de septiembre de 1957 fue detenida, junto con Yacef Saâdi, en su refugio de la calle Caton en la Casba de Argel; en agosto de 1958 fue condenada a veinte años de trabajos forzados por el tribunal militar de Argel por terrorismo.
Inicialmente encarcelada en la sección de mujeres de la prisión de Serkadji, fue luego trasladada a varias prisiones francesas. Entonces estaba obsesionada con la pena de muerte. En 1960, escribió su testimonio titulado La mort de mes frères.
Zohra Drif fue finalmente perdonada por el general de Charles de Gaulle durante de la independencia de Argelia en 1962.

### Después de la independencia
Abogada y profesora, fue miembro de la Asamblea Constituyente y luego miembro del Consejo de la Nación (del que posteriormente fue nombrada vicepresidenta) hasta enero de 2016, sin que el presidente de la República renovara su mandato en esa fecha. Zohra Drif ha sido una de las críticas al nuevo Código de familia de Argelia desde su promulgación en 1984.
En el Consejo de la Nación, preside el Grupo de amistad argelino-francés; según ella, el papel de este grupo es «promover las relaciones de amistad con el pueblo francés», «relaciones de confianza» entre los parlamentarios argelinos y franceses, para «debatir con toda franqueza los problemas que interesan a nuestros dos pueblos». También afirma que «ya en la Declaración del 1 de noviembre de 1954, el FLN dijo, y esto ha sido constante desde entonces, que estamos luchando contra las fuerzas colonialistas y no contra el pueblo francés».
Aunque las generaciones contemporáneas a esos acontecimientos la consideran una heroína de la guerra de independencia de Argelia, su lugar en la vida política del país está siendo cuestionado por las generaciones más jóvenes. Así, los muyahidines que lucharon por la independencia de Argelia son acusados ahora de haberse concedido a sí mismos muchos privilegios tras la independencia (pensiones, empleo prioritario, créditos, licencias de taxis y pubs) otorgados por el Estado argelino, incluso a miembros del FLN que nunca estuvieron en combate directo contra los franceses. Se acusó a numerosos veteranos que, en virtud de su posición e influencia, se asimilaron a una casta cuyos privilegios concedidos aún hoy pueden ser inquietantes. Por ejemplo, el Ministerio de los Muyahidines se beneficia cada año de uno de los mayores presupuestos asignados por el Estado a las instituciones, 191 600 millones de dinares (unos 2000 millones de euros) frente a los 186 000 millones (unos 1800 millones de euros) del Departamento de Trabajo, Empleo y Seguridad Social. Zohra Drif, por su parte, fue nombrada para el Senado y el puesto que ocupa, como el de una gran parte de los antiguos muyahidines, crea controversia y da lugar a una cierta animosidad hacia ella. Es víctima de numerosas alegaciones, difíciles de verificar, pero que animan el debate público argelino, en particular en enero de 2014 cuando su antiguo compañero de armas Yacef Saâdi la acusó de haber denunciado a Ali La Pointe, destacado luchador del FLN a quien los franceses dieron muerte en octubre de 1957. Ella se ha defendido argumentando que las pruebas que la acusan en este caso fueron realmente fabricadas por el Servicio de Acción Psicológica del ejército colonial francés.

### El debate de Marsella (abril de 2012)

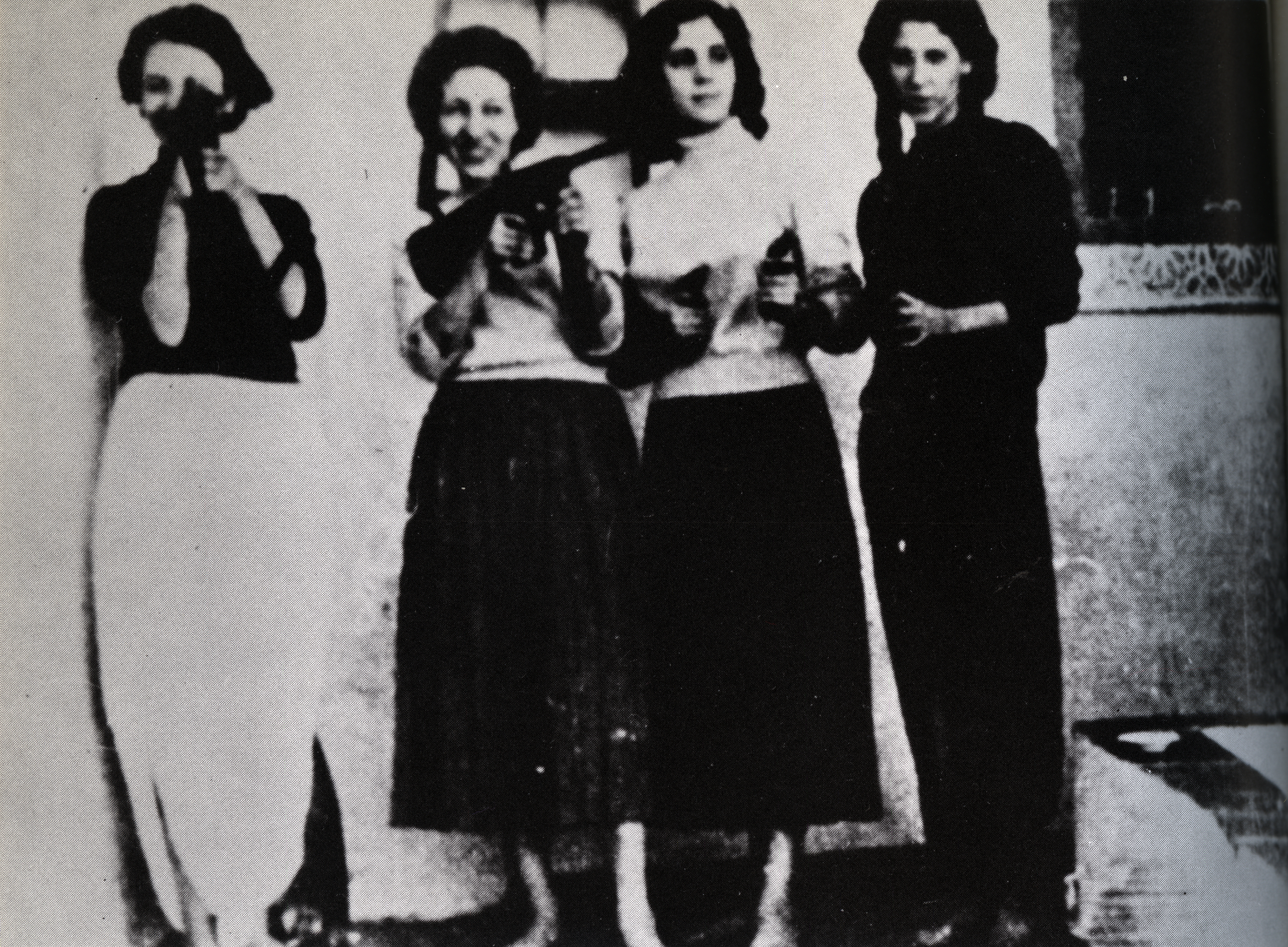
Las «bombarderas». De izquierda a derecha: Samia Lakhdari, Zohra Drif, Djamila Bouhired y Hassiba Ben Bouali.

Durante un foro de debate, La guerre d'Algérie, cinquante ans après, organizado por la revista Marianne, France Inter y El Khabar en Marsella los días 30, 31 de marzo y 1 de abril de 2012, Zohra Drif, en presencia de Danielle Michel-Chich, una de las víctimas del atentado del Milk Bar, entonces de cinco años de edad, provocó la ira del público:
«¡Eres un criminal de guerra! ¡Mataste a niños!»
Se defiende en estos términos:
«Tomamos las armas para luchar contra un sistema. Ese tipo de sistema no te deja otra opción que morir para vivir en tu país.»
Danielle Michel-Chich publicó Lettre à Zohra D. (Flammarion, 2012). Cuando Danielle Michel-Chich le preguntó sobre la legitimidad de su gesto, Zohra Drif respondió:
«No es a mí a quien debe dirigirse, sino a todas las potencias francesas que han venido a esclavizar a mi país. Por supuesto, ya sea a nivel personal y humano, todos los dramas, ya sean suyos o nuestros, son perturbadores. Pero no estábamos en una confrontación personal, estábamos en una guerra. Nos vimos envueltos en una confusión que nos superó, que te superó a ti».
Continuó justificando estas acciones por el estado de guerra, considerando que las bajas civiles son tan inevitables como, por ejemplo, durante el bombardeo de Dresde.

## Mandatos
- Miembro de la Asamblea Constituyente (1962-1964)
- Después de su encarcelamiento, se convirtió en miembro del Consejo de la Nación, llegando a ser el vicepresidente. Fue miembro hasta enero de 2016. Durante su mandato en el Consejo, presidió el «Grupo de amistad argelino-francés» (un grupo de buena voluntad argelino-francés).